# Azar Nafisi
Azar Nafisi (in farsi آذر نفیسی; Teheran, 1948) è una scrittrice e anglista iraniana residente negli Stati Uniti d'America dal 1997 e cittadina statunitense dal 2008.
Il suo libro più celebre è Leggere Lolita a Teheran, divenuto un bestseller in tutto il mondo.

## Biografia

### Infanzia e formazione
Nafisi è figlia di Ahmad Nafisi, ex sindaco di Teheran, incarcerato nel 1963 ed in seguito assolto da tutte le accuse, tranne quella di insubordinazione, e di Nezhat Nafisi, prima donna ad essere eletta al parlamento iraniano. Nel 1963, sua madre fu anche un membro del primo gruppo di donne elette all'Assemblea consultiva nazionale del Paese.
All'età di 13 anni i suoi genitori la mandano in una prestigiosa scuola a Lancaster, in Inghilterra, affinché la figlia prosegua gli studi e raggiunga il massimo nel suo campo. Dopo una breve parentesi in Svizzera nel 1963, Azar porta a compimento i suoi studi superiori e universitari negli Stati Uniti, dove si laurea in letteratura inglese ed americana presso la University of Oklahoma.

### Carriera letteraria
Nafisi ritorna in Iran nel 1979, divenendo professoressa di Letteratura Inglese presso l'Università Allameh Tabatabai di Teheran; incarico che terrà per 18 anni, eccetto che per il periodo 1981-1987, durante il quale sarà espulsa per non aver rispettato le norme vigenti sull'abbigliamento.

Testimone della rivoluzione islamica e della presa di potere dell'ayatollah Khomeini, Nafisi, proveniente da un'educazione fortemente occidentale, diverrà presto un'oppositrice del regime.

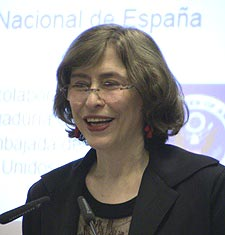
Azar Nafisi alla Spanish National Library nel 2010

Nel 1995, trovandosi impossibilitata a continuare le sue lezioni senza attirare il biasimo delle autorità, si licenzia ed invita sette delle sue migliori studentesse a seguire delle lezioni-dibattito ogni giovedì mattina in via del tutto privata a casa sua, lontane da orecchie e occhi indiscreti. Insieme analizzano e studiano le opere più controverse e censurate dal regime: Lolita, Madame Bovary, Il grande Gatsby e i romanzi di Jane Austen, cercando di comprenderli ed interpretarli in chiave attuale e iraniana. Questa esperienza sarà materia del suo capolavoro Leggere Lolita a Teheran.
Prima di lasciare l'Iran nel 1997 torna all'insegnamento universitario dei classici della letteratura occidentale.
Dopo essersi trasferita con la famiglia negli Stati Uniti, insegna letteratura inglese presso la prestigiosa Paul H. Nitze School of Advanced International Studies (SAIS)' dell'Università Johns Hopkins di Washington, dove dirige il Dialogue Project, e collabora con il Foreign Policy Institute.
Prima di iniziare a scrivere romanzi, negli Stati Uniti Azar Nafisi scrive diversi articoli per il New York Times, Washington Post, The Guardian e Wall Street Journal. In particolare, il suo articolo scritto il 22 febbraio 1999, finito sulla prima pagina di The New Republic e intitolato The Veiled Threat: The Iranian Revolution's Woman Problem, ha talmente tanto seguito da venire successivamente tradotto in diverse lingue.
È sempre negli Stati Uniti, in lingua inglese, che scrive il suo romanzo di maggiore successo: Leggere Lolita a Teheran, tradotto in ben 32 lingue, che l'ha consacrata come una delle più capaci e promettenti scrittrici iraniane.
Dopo aver narrato della passione con cui letteratura e esperienza del regime khomeiniano si sono intrecciate nella sua vita e in quella delle sue più brillanti allieve, attraverso identificazioni, opposizioni e addirittura allestimenti didattici di veri e propri "processi" alle opere letterarie, nelle pagine finali di Leggere Lolita a Teheran la Nafisi si dice convinta della necessità di aggiungere alla lista dei diritti umani anche il "diritto all'immaginazione".

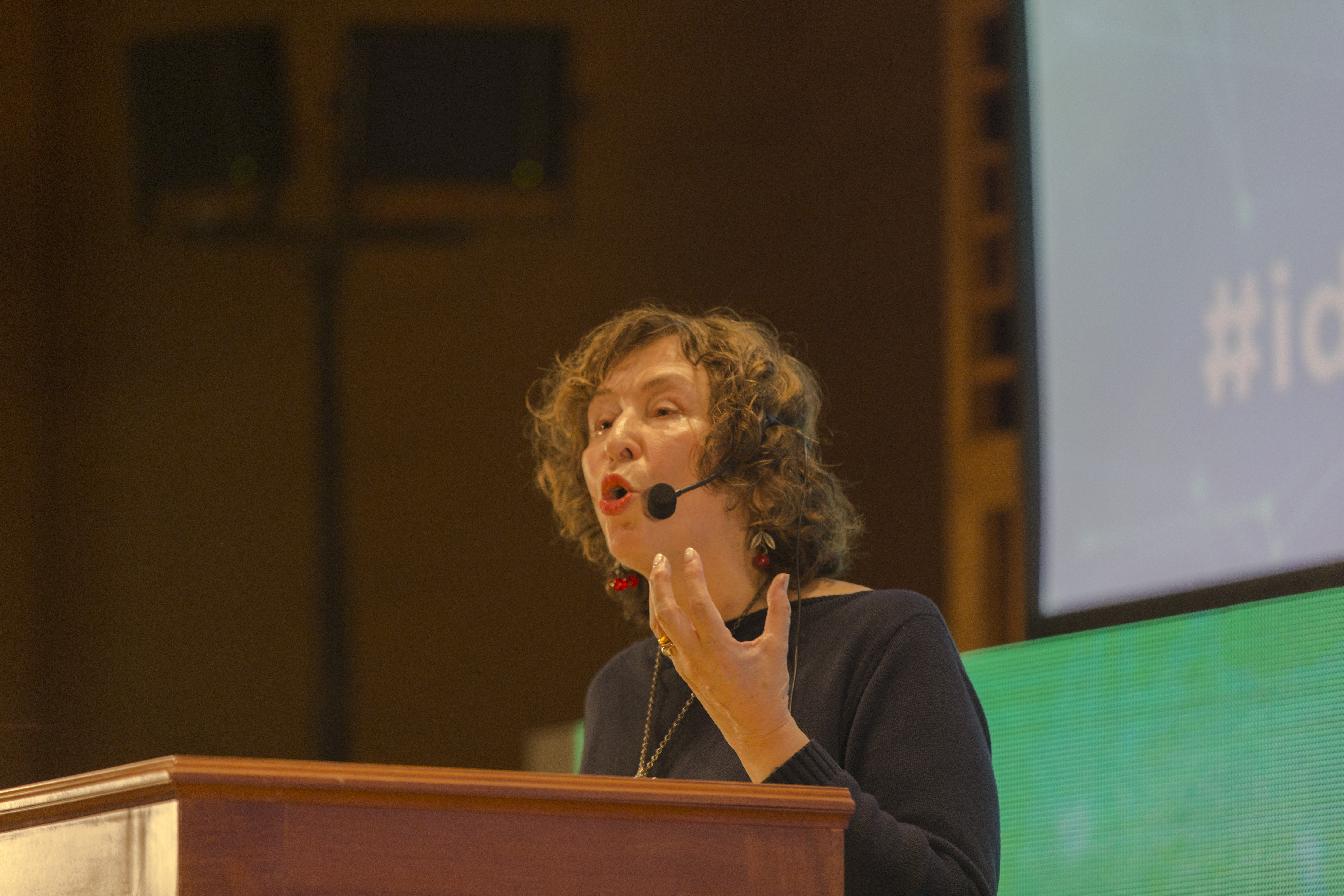
Azar Nafisi il 22 settembre 2017 al Centro Culturale della Scienza di Buenos Aires

Tale diritto viene poi dall'autrice ripreso nel romanzo del 2014 La Repubblica dell'Immaginazione, saggio dove nuovamente la scrittrice mette in risalto l'importanza della letteratura nella vita e nella libertà di ognuno:
"I grandi romanzi di tutte le culture prefigurano i loro lettori, quelli contemporanei e quelli che arrivano dopo decenni o anche secoli [...] Sono giunta alla conclusione che, indipendentemente da dove viviamo e dal sistema che ci governa, gli istinti e i bisogni umani sono universali e i diritti fondamentali sono sempre validi. Siamo umani e per questo abbiamo bisogno di narrare e leggere storie, le nostre e quelle degli altri."
Inoltre, ne La Repubblica dell'Immaginazione, utilizzando come spunti i celebri romanzi Le avventure di Huckleberry Finn, Babbitt e Il cuore è un cacciatore solitario, Nafisi rilegge in chiave dell'Iran attuale i classici della letteratura americana, come già fatto in passato in Leggere Lolita a Teheran.
Invece, nel suo romanzo Leggere pericolosamente, pubblicato in Italia nel 2023, la scrittrice si interroga sugli effetti in Iran e in tutto il mondo arabo del conflitto israelo-palestinese in corso, e spiega come la guerra interna "non è per niente politica, bensì una guerra esistenziale di persone che lottano per vivere nei diritti e nella democrazia. [...] Mi sento vicina alle parole di David Grossman non diventare come il tuo nemico e agisco in questi tempi pericolosi per farle mie: ci provo ogni giorno a restare me stessa ed essere in connessione con il mondo che vuole essere lontano dalla guerra."

## Vita privata
Nel 1997 Nafisi ha lasciato l'Iran e si è trasferita con il marito ed i figli negli Stati Uniti, dove ha preso la cittadinanza e tuttora vive.

## Opere[12]
- Eye of the Storm: Women in Post-Revolutionary Iran, 1992
- Anti-Terra: A Critical Study of Vladimir Nabokov's Novels, 1994
- Muslim Women and Politics of Participation, 1997
- "Tales of Subversion: Women Challenging Fundamentalism in the Islamic Republic of Iran", in Religious Fundamentalisms and the Human Rights of Women, 1999
- Leggere Lolita a Teheran (Reading Lolita in Tehran, 2003)
- Le cose che non ho detto (Things I've been Silent About, 2008)
- La Repubblica dell'Immaginazione (The Republic of Imagination: America in Three Books, 2014), traduzione di Mariagrazia Gini, illustrazioni di Peter Sís, Collezione La collana dei casi, Milano, Adelphi, 2015, ISBN 978-88-459-3006-5. - nuova ed. riveduta, Collana gli Adelphi n.674, Milano, Adelphi, 2023, ISBN 978-88-459-3820-7.
- Leggere pericolosamente (Read Dangerously: The Subversive Power of Literature in Troubled Times, 2022), traduzione di Anna Rusconi, Collezione La collana dei casi n.151, Milano, Adelphi, 2024, ISBN 978-88-459-3860-3.